# Université Kristen Indonesia
L'université Kristen Indonesia (université chrétienne d'Indonésie, UKI ou Universitas Kristen Indonesia) est une université privée de Jakarta, fondée le 15 octobre 1953. Elle dispose de deux campus principaux : le campus A situé à Central, Jakarta et le campus B à Cawang, Jakarta Est.